# Circo Orrín
El Circo Orrín fue el edificio del segundo circo estable de México construido en 1891, propiedad de la compañía de circo de origen inglés de los hermanos Orrín. Llegó a ser considerado en el siglo XIX como uno de los mejores circos del mundo, hasta su cierre en 1906. Su principal actuación era el número del payaso inglés Ricardo Bell.

## Historia

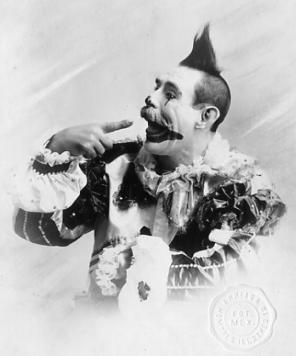
El payaso Ricardo Bell era la gran atracción del Circo Orrín

La familia Orrín de origen inglés, inició su actividad circense en 1800, con los integrantes James, Sarah y su hijo George, quienes llegaron en 1845 a Nueva York. Posteriormente, los hijos de George: Walter, George, Jr., y Charles, llevaron el circo a diversas partes de los Estados Unidos, y luego a algunos países de Centroamérica y Sudamérica como Argentina, Brasil, Chile, Colombia, Costa Rica, Guatemala, Honduras, Uruguay y Venezuela.
Llegaron a la Ciudad de México por primera vez en 1872 para trabajar en el Teatro Hidalgo. En 1881, fundaron el Circo Metropolitano en la Plaza del Seminario.
Posteriormente, en 1891, construyeron el segundo circo estable de la capital mexicana, situado en la Plaza Villamil. Este edificio, recibió el nombre de Circo Teatro Orrín, fue el primero construido con una estructura de hierro con un estilo art nouveau que contaba con una capacidad para 2 200 personas y el primero, también, en usar luz eléctrica. Su éxito se debió principalmente al espectáculo del payaso británico, Ricardo Bell, quién actuó en su escenario durante 26 años.
En 1906 cerró, porque Walter Orrín se dedicó al negocio inmobiliario. La familia Orrín invirtió sus ganancias para crear la Colonia Roma, dándole este nombre en recuerdo del famoso circo romano que representa el origen del circo en el mundo. Además, los nombres de las calles provienen de los estados visitados por el circo.
Tras el cierre, Bell creó su propio circo en el mismo edificio, se inauguró en 1907 y finalmente fue demolido en 1910.
El circo de la familia Orrín, se considera como parte importante de la historia cultural mexicana. Porfirio Díaz, llegó a decir que no dejaba votar a la población “porqué votarían por Ricardo Bell”.

## Entretenimiento

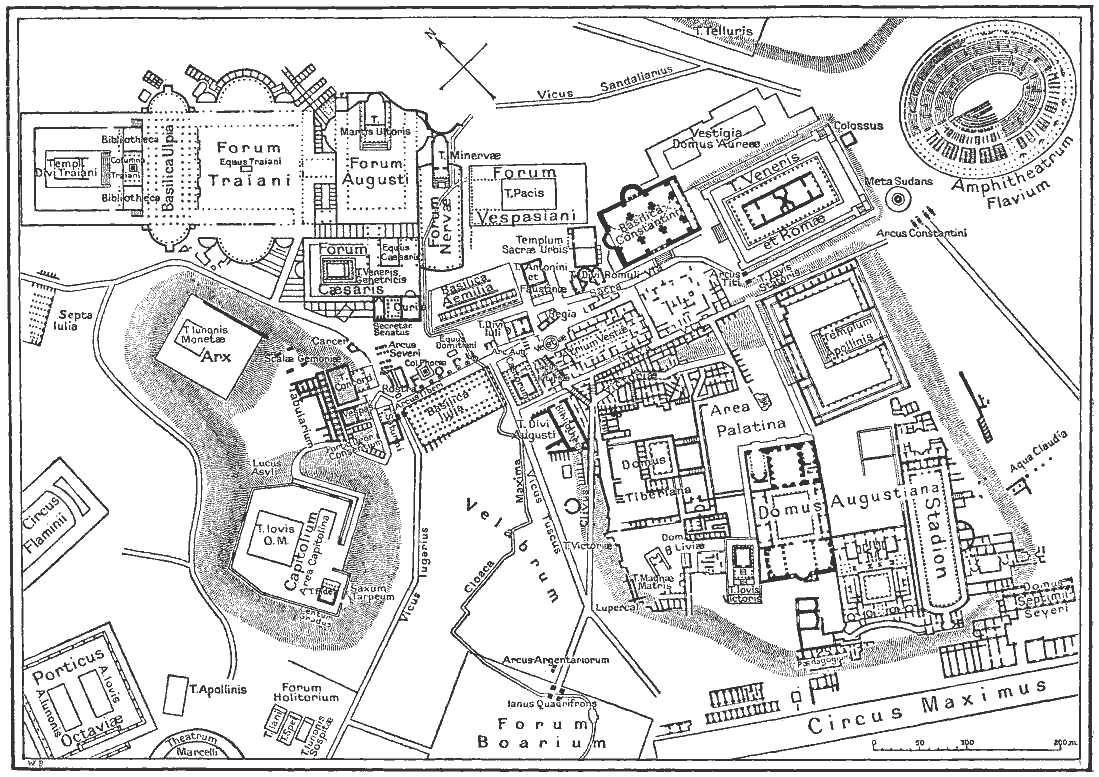
La colonia Roma recibió su nombre en recuerdo del circo romano, origen del circo en Occidente. En el mapa del centro de Roma durante el Imperio se aprecia la ubicación el circo

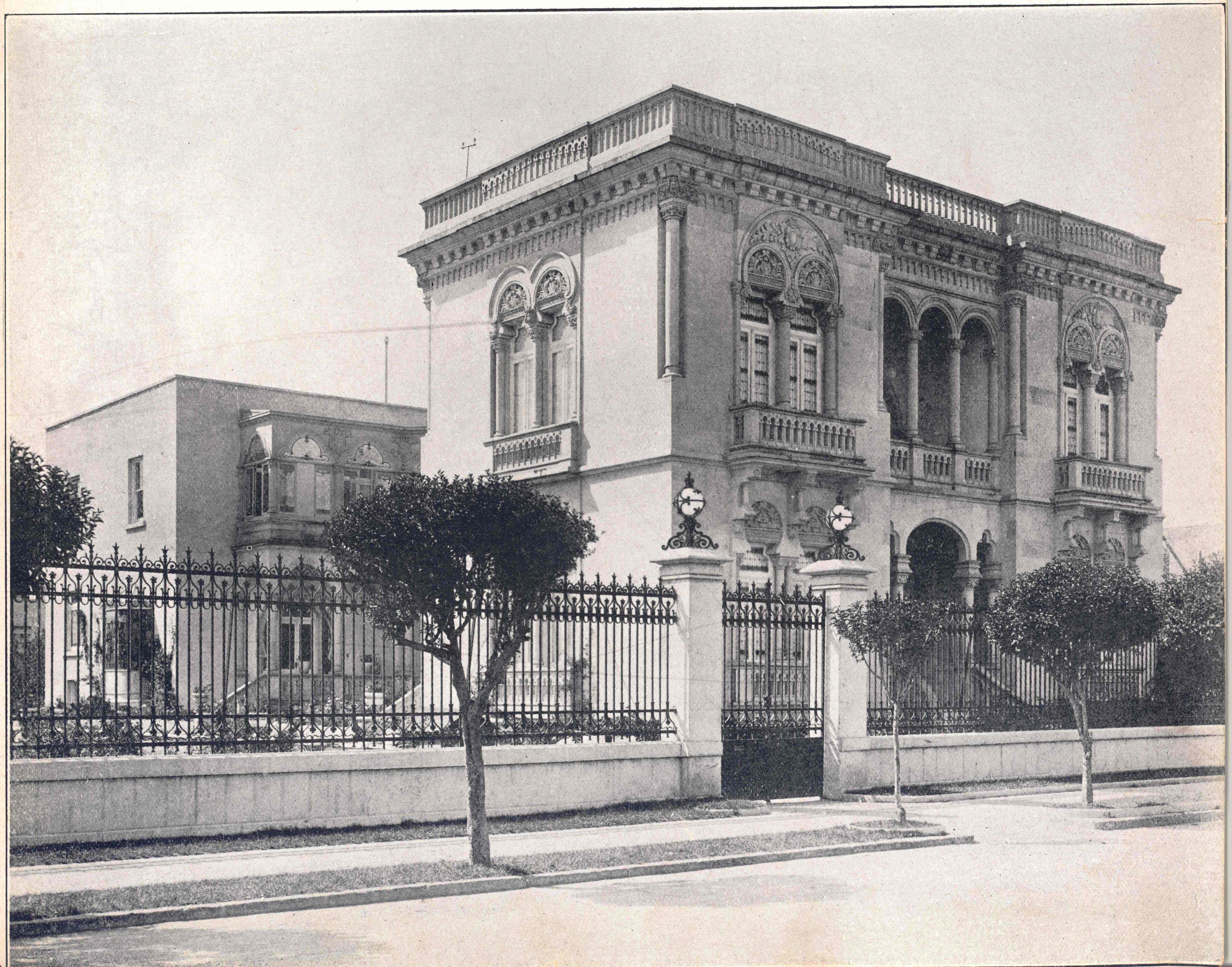
Las calles de la Colonia Roma, como Zacatecas, recuerdan los lugares a los que llegó el Circo Orrín

El circo tenía dos temporadas: la primera, en el circo estable durante los primeros meses del año; y la segunda, itinerante con una gira por los estados de la República Mexicana, pasando por Yucatán, Campeche, Nuevo León, Veracruz, Querétaro o San Luis Potosí. Ese viaje lo hacían a bordo de una serie de vagones especialmente diseñados para el circo y seguían las rutas que tenían establecidas las compañías ferroviarias del país.
La principal atracción del circo fue el espectáculo del payaso Ricardo Bell. Al que se sumaban otros artistas internacionales como: los gimnastas estadounidenses Levingston, el domador de leones y leopardos Ferris, los gimnastas de salón Hermanos Cornalla, los trapecistas Sannett, el entrenador Filippi Salvinni de perros y el espectáculo de piano de la elefanta Julieta.
En su programa también presentaron pantomimas de La Cenicienta, Una Boda en Santa Lucía, Aladino, La Lámpara maravillosa, La Feria de Sevilla y Una Noche en Pekín. La más importante fue Una Boda en Santa Lucía (acuática), que era una espectáculo en el que el centro de la pista se convertía en un lago, el mismo era llenado progresivamente por una gran cascada iluminada por una luna artificial. Para el montaje, los Orrín, trajeron desde Londres una gigantesca pileta y una cubierta de hule para tapizar la pista que se convertía en lago, después un ingenioso mecanismo reproducía la cascada que se instalaba en 10 minutos y cincuenta segundos, y usaba 8 mil litros de agua.